# Abaddon
 Denne artikel omhandler dødsriget. Opslagsordet har også en anden betydning, se Abaddon (musiker).
Abaddon (hebraisk: fordærve, ødelægge, gr. abaton: afgrunden; kaldtes også Apoleia, eller Apollyon (græsk: "ødelægger")) er i Det Gamle Testamente et digterisk navn for et underjordisk dødsrige: ødelæggelsens, udslettelsens og undergangens sted. De døde ånder boede her; Scheol; efter Rabbinerne betegnelse for det nederste rum i helvede. 
I Johannes Åbenbaring 9, 11 er Abaddon brugt personificeret (som Hades 6, 8) om dødsrigets ødelæggende engel, fyrste over de dæmoniske græshopper. I Johannes Ewalds Adam og Ewa optræder Abaddon som en af de onde ånder. 
Udspringer sandsynligvis af den græske gud Apollon, der som solgud steg ned i underverdenen hver nat, og derfor også blev betragtet som "afgrundens ånd". Denne mytologi har sin parallel i den egyptiske sol- og underverdensgud Ra.